# GTR (album)
GTR è il primo ed unico album in studio del supergruppo GTR, pubblicato nel 1986.

## Tracce
1. When the Heart Rules the Mind – 5:24
2. The Hunter – 4:51
3. Here I Wait – 4:54
4. Sketches in the Sun – 2:29
5. Jekyll and Hyde – 4:42
6. You Can Still Get Through – 4:53
7. Reach Out (Never Say No) – 4:00
8. Toe the Line – 4:29
9. Hackett to Bits – 2:10
10. Imagining – 5:49

## Formazione
- Max Bacon – voce
- Steve Hackett – chitarra, voce, cori
- Steve Howe – chitarra, voce, cori
- Phil Spalding – basso, cori
- Jonathan Mover – batteria, percussioni